# مسجد فيض الله
مسجد فيض الله (باليونانية: Φεϋζούλ Τζαμί)‏، (بالتركية: Feyzullah Camii)‏ "مسجد فيض الله"): هو مسجد تاريخي عثماني في بلدة آرتا، إبيروس، اليونان.

## التاريخ
تم تسمية المسجد على اسم فيض الله الذي كان متبرعًا للمسجد. وهو أحد المسجدين الباقيين في آرتا، والآخر هو مسجد فائق باشا.
لا يمكن تحديد وقت بنائه، إلا أنه يُعتقد أنه تم بناؤه في نفس الوقت تقريبًا؛ الذي بني فيه مسجد فائق باشا، أول قائد لآرتا بعد الفتح التركي.
أثناء الأعمال العدائية في إبيروس خلال الحرب العثمانية اليونانية (1897) ، تم تدمير جزء من مئذنة المسجد. وانهار باقي المئذنة في 1917.
حتى 1941 كانت تابعة للأمين باي العثماني. في 1962، تم إعلان المسجد موقعًا أثريًا.